# بخش وسلی (شهرستان واشینگتن، اوهایو)
بخش وسلی (به انگلیسی: Wesley Township) یک منطقهٔ مسکونی در ایالات متحده آمریکا است که در شهرستان واشینگتن، اوهایو واقع شده‌است.
 بخش وسلی ۸۰٫۸ کیلومتر مربع مساحت و ۹۱۵ نفر جمعیت دارد و ۲۴۳ متر بالاتر از سطح دریا واقع شده‌است.